# Tinissa insularia
Tinissa insularia is een vlinder uit de familie van de echte motten (Tineidae). De wetenschappelijke naam van de soort is voor het eerst geldig gepubliceerd in 1976 door G.S. Robinson. De soort komt voor in de Indonesische Archipel, de Molukken, de Filipijnen, de Salomonseilanden en Nieuw-Guinea.